# Concerto grosso no 1 (Ichmouratov)
Le Concerto grosso no 1, op. 28, le premier des trois concerti grossi du compositeur canadien-russe Airat Ichmouratov, a été composé en 2011. Il a été commandé et créé le 15 juillet 2011 par le chef d'orchestre canadien-français Jean-François Rivest et Orford Camerata au Centre d'art Orford, à Orford au Canada. Ichmouratov lui-même jouait également une partie de clarinette solo sur l'enregistrement du Concerto Grosso N1, sorti sur Chandos en 2019.

## Dédicace
Concerto Grosso N1 est dédié au violoncelliste, chef d'orchestre d'origine soviétique,, Yuli Turovsky, qu'Ichmouratov considérait comme un mentor et avec qui a collaboré à plusieurs reprises. En 2004, Turovsky a invité le groupe klezmer d'Ichmouratov, Kleztory, à enregistrer un CD avec l'orchestre de chambre I Musici de Montréal ( Chandos Records ). Les « Danses fantastiques » d'Ichmouratov pour clarinette, violoncelle et piano avec cordes et percussions ont été commandées et enregistrées par Yuli Turovsky & I Musici de Montréal,. L'œuvre a été créée au Salle Pollack le 20 décembre 2007. En 2011, remplaçant Yuli Turovsky, Ichmouratov a dirigé l'Orchestre de chambre I Musici de Montréal en tournée aux États-Unis, au Brésil et au Pérou.

## Analyse
Le Concerto grosso no 1 comprend trois mouvements exécutés sans pause :
1. Allegro - Poco meno mosso - Tempo I - Poco meno mosso
2. Adagio - Con molta espressione, doloroso - Poco meno mosso
3. Allegro con brio - Poco a poco crescendo - Poco più mosso, frenetico.

Une représentation typique de l’œuvre dure environ 21 minutes.

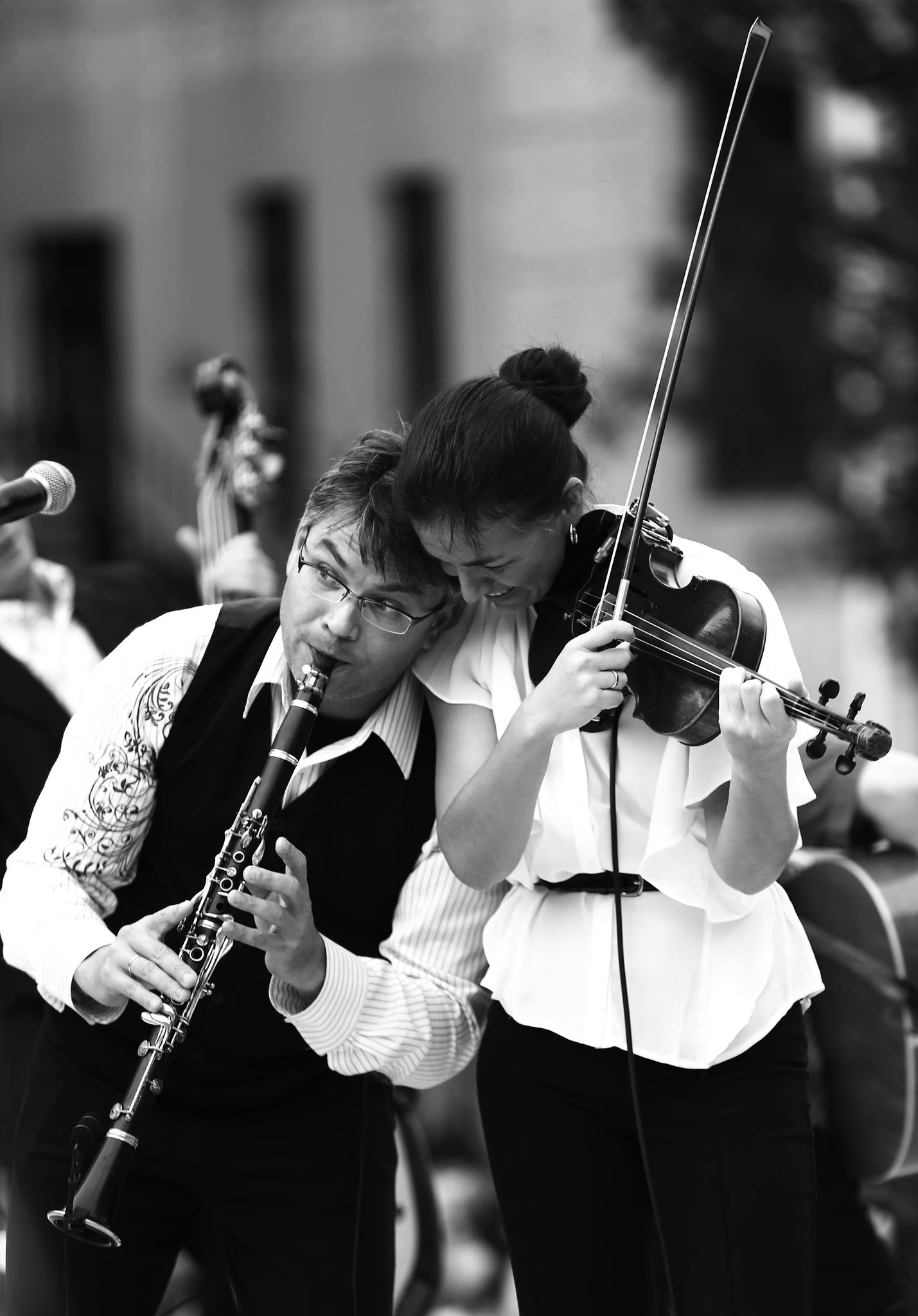
Airat Ichmouratov et Elvira Misbakhova lors de la représentation de Kleztory à Shanghai, Chine, août 2013.

### Influence klezmer
Ichmouratov, qui possède une vaste expérience dans la musique klezmer (après avoir été pendant plus de 20 ans clarinettiste du groupe klezmer primé Kleztory) intègre souvent la musique folklorique klezmer dans ses compositions classiques,. Il a également composé et enregistré avec Kleztory plusieurs œuvres pour groupe klezmer dans le style klezmer traditionnel,.
On retrouve également la présence d'influences klezmer dans le Concerto Grosso N1. Dans la dernière partie du premier mouvement, nous pouvons entendre une doina de clarinette mélismatique émerger comme élément musical notable. La phrase d’ouverture joue un rôle central dans la composition, servant de cellule musicale fondamentale à partir de laquelle Ichmouratov élabore l’intégralité du concerto. Les origines de la doïna remontent aux traditions musicales folkloriques roumaines, mais elle est désormais fermement ancrée dans le style musical klezmer. Dans le mouvement central Adagio, une transformation se produit lorsque le violoncelle solo s’empare du motif ascendant. Ce motif, bien que portant une modalité juive, est la création du compositeur. Il résonne trois fois tout au long du mouvement, chaque itération approfondissant la résonance émotionnelle. La clarinette occupe ensuite le devant de la scène, imprégnant le motif d’une plainte à gorge déployée, marquée par la direction expressive « doloroso », portant une profonde tristesse. Le thème central du mouvement final, découlant directement du largo, deuxième thème rencontré dans le mouvement d’ouverture, est introduit par le violon solo. Ce thème est ensuite répété par l’alto et rapidement repris par l’ensemble de l’orchestre. Sur fond de marche résolue des contrebasses, des motifs anguleux de triolets accompagnent une mélodie aux violons, rappelant le style freylekh, et partiellement dérivée des triolets précédents. Ce récit musical s’intensifie jusqu’à un point culminant frénétique, caractérisé par les sonorités intenses de la clarinette klezmer, qui subit bientôt un développement plus poussé, conduisant finalement au retour triomphal du thème central exubérant.

## Instrumentation
Le Concerto Grosso N1 est composé pour violon solo, alto solo, violoncelle solo, clarinette solo, piano solo, cordes avec timbales et percussions (interprétées par 1 joueur), qui comprennent : triangle, glockenspiel, tam-tam, guiro, cloches tubulaires et cymbale suspendue.

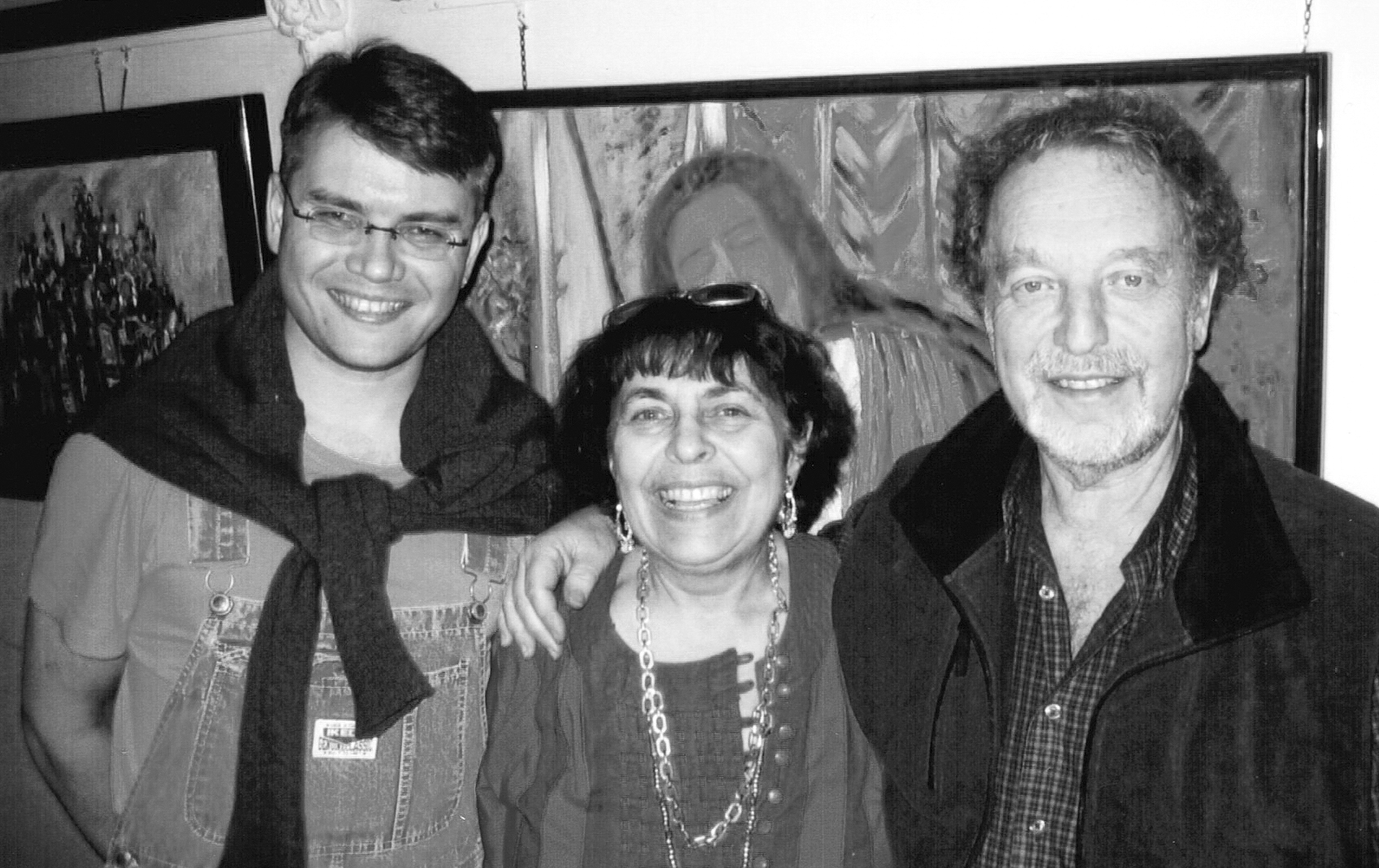
Le compositeur Airat Ichmouratov avec le violoncelliste et chef d'orchestre canadien Yuli Turovsky (à qui le Concerto grosso N1 est dédié) et son épouse, la violoniste Eleonora Turovsky, été 2001

## Réception critique
L’enregistrement du Concerto Grosso no 1 a reçu des critiques moyennes à positives. Jeremy Pound, du BBC Music Magazine, a écrit : « Cinématographique, fougueuse, flamboyante et, certes, parfois un peu futile, la musique orchestrale d’Ichmouratov est rarement ennuyeuse ». Carlos Maria Solare de The Strad a écrit : « Le premier mouvement du Concerto grosso no 1 d’Ichmouratov pourrait être une réécriture de son homologue dans la Symphonie « Classique » de Prokofiev, bien qu’avec un sujet lyrique plus direct que celui du compositeur plus âgé ». Ateş Orga de ClassicalSource.com a écrit : « Une confiance enviable, une facilité et une tension rythmique éclairent le Premier Concerto Grosso ». David Guttman de Gramophone a écrit : « Le Concerto grosso no 1, Op 28, est vaguement néo-baroque, fusionnant des éléments russes et juifs ».